# Nikola Đorić
Nikola Đorić (serbisch-kyrillisch Никола Ђорић; * 3. März 2000 in Belgrad) ist ein serbischer Fußballspieler.

## Karriere
Đorić begann seine Karriere beim FK Rad Belgrad. Im März 2019 stand er erstmals im Profikader Rads, kam jedoch noch nicht zum Einsatz. Im August 2019 wurde er an den Drittligisten FK Železničar Pančevo verliehen. Im Januar 2020 wurde er an den Zweitligisten FK Sinđelić Beograd weiterverliehen. Für Sinđelić kam er bis zum Ende der Saison 2019/20 zu sieben Einsätzen in der Prva Liga, aus der sich der Verein nach Saisonende jedoch zurückzog. Zur Saison 2020/21 kehrte er wieder zu Rad zurück. Dort debütierte er dann im August 2020 in der SuperLiga. In der Saison 2020/21 kam der Verteidiger zu 22 Einsätzen in der höchsten serbischen Spielklasse, aus der Rad Belgrad zu Saisonende abstieg. In der Prva Liga absolvierte er dann 2021/22 20 Partien.
Zur Saison 2022/23 wechselte Đorić zum österreichischen Bundesligisten SK Austria Klagenfurt. Für Klagenfurt kam er bis zur Winterpause zu zwölf Einsätzen in der Bundesliga. Im Januar 2023 wurde er nach Kroatien an den HNK Šibenik verliehen. Für Šibenik kam er zu 14 Einsätzen in der 1. HNL, aus der er mit dem Team zu Saisonende aber abstieg.
Zur Saison 2023/24 kehrte er wieder nach Klagenfurt zurück. Nach seinem Vertragsende verließ er Klagenfurt nach der Saison 2023/24. Nach einem halben Jahr ohne Verein wechselte er im Januar 2025 nach Litauen zum FC Hegelmann.